# Painaanjärvi
Painaanjärvi är en sjö i kommunen Jyväskylä i landskapet Mellersta Finland i Finland. Sjön ligger 97,7 meter över havet. Arean är 62 hektar och strandlinjen är 4,08 kilometer lång. Sjön  ingår i Kymmene älvs huvudavrinningsområde.   Den ligger omkring 31 kilometer sydväst om Jyväskylä och omkring 200 kilometer norr om Helsingfors. 